# Leesburg (Georgia)
Leesburg – miasto w Stanach Zjednoczonych, w stanie Georgia, w hrabstwie Lee.